# Мухоловковые
Мухоловковые (лат. Muscicapidae) — семейство воробьиных птиц. 
Мелкие птицы с небольшим уплощенным и широким клювом. Хвост недлинный, прямой, часто с вырезкой на конце. Населяют различные древесные насаждения. Для мухоловок характерно сидеть на ветке, взлетая за пролетающими насекомыми. Ранее входивший в семейство род канареечных мухоловок вместе с Elminia, золотобрюхой веерохвосткой и стеностирой на основе недавних открытий в молекулярной систематике был выделен в отдельное семейство Stenostiridae.

## Распространение

### Места обитания
В Европе охотно уживается в садах зарянка, или малиновка (Erithacus rubecula). С другой стороны, южный соловей (Luscinia megarhynchos) гнездится исключительно в густом подлеске лиственных и смешанных лесов, где его трудно обнаружить из-за обильной растительности. Среди птиц, не привязанных к лесным массивам, можно назвать чернохвостого скромного чекана (Oenanthe melanura), обитающего вдоль высохших русл рек, в расселинах скал и посреди немногочисленных кустарниковых акаций на Ближнем Востоке.

### Общая характеристика

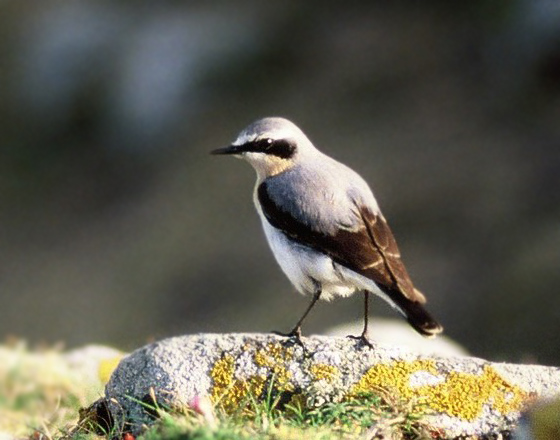
Обыкновенная каменка (Oenanthe oenanthe)

## Описание

### Размножение
Обыкновенная каменка (Oenanthe oenanthe) своё гнездо прячет в расщелинах между камнями, в трещинах глинистых обрывов или естественных земляных пустотах. Горихвостки (Phoenicurus phoenicurus) занимают дупла деревьев, проёмы в поленницах дров или промежутки между корнями деревьев. Обыкновенный соловей (Luscinia luscinia) своё гнездо строит прямо на земле, в густой растительности либо между корнями кустарника. У большинства видов гнездо имеет глубокую чашеобразную форму и состоит из множества веточек, скреплённых травой.
Количество и размер кладок сильно варьирует у разных видов. У соловьёв кладка происходит один раз за сезон и обычно состоит из 4—5 яиц оливкового цвета. У горихвостки самка откладывает 5—7 яиц.

## Классификация
В составе семейства выделяют четыре подсемейства с 54 родами и 357 видами:
- Подсемейство Настоящие мухоловки (Muscicapinae)[4]
  - Триба Copsychini
  - Alethe Cassin, 1859 — Алеты (2 вида)
  - Cercotrichas Boie, 1831 — Тугайные соловьи (10 видов)
  - Copsychus Wagler, 1827 — Шама-дрозды (17 видов)
  - Триба Muscicapini
  - Agricola Bonaparte, 1854 (2 вида)
  - Fraseria Bonaparte, 1854 — Фразерии (8 видов)
  - Melaenornis Gray, 1840 — Черные мухоловки (7 видов)
  - Namibornis Bradfield, 1935 — Мухоловковые чеканы (1 вид)
  - Empidornis Reichenow, 1901 — Серебристые мухоловки (1 вид)
  - Sigelus Cabanis, 1850 (1 вид)
  - Bradornis Smith, 1847 — Саванные мухоловки (6 видов)
  - Humblotia Milne-Edwards & Oustalet, 1885 — Желтоклювые мухоловки (1 вид)
  - Muscicapa Brisson, 1760 — Настоящие мухоловки (17 видов)

- Подсемейство Niltavinae
  - Leucoptilon Sangster, Alström, Gaudin & Olsson, 2021 (1 вид)
  - Sholicola Robin et al., 2017 (2 вида)
  - Niltava Hodgson, 1837 — Нильтавы (7 видов)
  - Cyanoptila Blyth, 1847 — Синие мухоловки (2 вида)
  - Eumyias Cabanis, 1851 — Лазурные мухоловки (11 видов)
  - Anthipes Blyth, 1847 (2 вида)
  - Cyornis Blyth, 1843 — Мухоловки-циорнисы (32 вида)

- Подсемейство Erithacinae
  - Erithacus Cuvier, 1800 — Зарянки (1 вид)
  - Swynnertonia Roberts, 1922 — Свиннертонии (1 вид)
  - Pogonocichla Cabanis, 1847 — Белозвездные дрозды (1 вид)
  - Stiphrornis Hartlaub, 1855 — Африканские зарянки (1 вид)
  - Cossyphicula Grote, 1934 (2 вида)
  - Chamaetylas Heine, 1860 (4 вида)
  - Cossypha Vigors, 1825 — Чекановые горихвостки (8 видов)
  - Cichladusa W. Peters, 1863 — Цихладусы (3 вида)
  - Xenocopsychus Hartert, 1907 (1 вид)
  - Dessonornis Smith, 1836 (4 вида)
  - Sheppardia Haagner, 1909 — Акалаты (11 видов)

- Подсемейство Saxicolinae
  - Irania Filippi, 1863 — Соловьи-белошейки (1 вид)
  - Luscinia Forster, 1817 — Соловьи (4 вида)
  - Myiomela G.R. Gray, 1846 (3 вида)
  - Calliope Gould, 1836 (5 видов)
  - Enicurus Temminck 1822 — Вилохвостки (8 видов)
  - Cinclidium Blyth, 1842 — Горные зарянки (1 вид)
  - Myophonus Temminck, 1822 (9 видов)
  - Heinrichia Stresemann, 1931 (1 вид)
    - Heinrichia calligyna — Целебесский короткокрылый дрозд

  - Vauriella Wolters, 1980 (4 вида)
  - Leonardina Mearns, 1905 (1 вид)
  - Brachypteryx Horsfield, 1821 — Короткокрылые дрозды (10 видов)
  - Larvivora Hodgson, 1837 (8 видов)
  - Ficedula Brisson, 1760 — Пёстрые мухоловки (35 видов)
  - Tarsiger Hodgson, 1845 (8 видов)
  - Heteroxenicus Sharpe, 1902 (1 вид)
  - Phoenicurus Forster, 1817 — Горихвостки (14 видов)
  - Monticola Boie, 1822 — Каменные дрозды (14 видов)
  - Saxicola Bechstein, 1802 — Чеканы (15 видов)
  - Campicoloides Roberts, 1922 (1 вид)
  - Emarginata Shelley, 1896 (3 вида)
  - Pinarochroa Sundevall, 1872 (1 вид)
  - Thamnolaea Cabanis, 1851 (2 вида)
  - Myrmecocichla Cabanis, 1851 — Муравьиные чеканы (8 видов)
  - Oenanthe Vieillot, 1816 — Каменки (31 вид)